# Катраница (дем Еордея)
 Тази статия е за селото в Егейска Македония, Гърция.  За селото в България вижте Катраница (област Смолян).  
Катраница (на гръцки: Πύργοι, Пирги, до 1928 година Κατράνιτσα, Катраница,на турски: Katransa, Катранса) е село в Егейска Македония, Гърция, в дем Еордея, област Западна Македония.

## География
Селото е разположено на 700 m надморска височина, в малка котловина в северните поли на Негуш планина (Вермио), недалеч от Островското езеро (Вегоритида) в долината на Бела река (Аспропотамос).

## История

### Античност
В околностите на Катраница има следи от праисторически селища. Край Катраница е открита древна македонска гробница, сходна с тези открити във Вергина.

### Средновековие
В Средновековието съществува укрепен град, чийто останки са в близост до селото на хълма Град (Γκρατ, Γκραντ). Градът има две крепости и е разположен на важния път Виа Егнация. В средновековния град има запазен каменен мост - Гелин мост (Γκελιν Μοστ, Γκέλιμος), който го свързва с Долно Граматиково. Според легендата мостът е кръстен на младо туркинче, дъщеря на собственика на селото, която минавала с кон по моста и се навела да погледне водата, но загубила баланс и се удавила в реката. Друг каменен мост Сандре мост (Σάνδρεμος) е разположен на северозапад от замъка на пътя към Нов град (Вегора). На 4 km от Катраница са руините на средновековната базилика Чаршия църква (Τσιάρσια Τσάρκβα).

### В Османската империя
В османската епоха Катраница е процъфтяващо селище, наричано Кючюк Стамбул (Малък Истанбул). В 1635 година ктитор на атонската Велика Лавра става йеромонах Данаил, подписан в ктиторския надпис като „българин от Катраница“. В XVIII век от 1762 година след ислямизацията на Нъте начело с мъгленския епископ Йоан или Йоаникий (1759) Катраница за кратко е епископско седалище преди митрополията да се премести в Лерин. В селото са запазени катедралната църква „Свети Димитър“ от 1726, функционирала като училище, и „Света Параскева“ от около 1700 година. И в двете църкви има запазени ценни стенописи.
а
В края на XIX век Катраница е смесено българо-турско село. Гръцкият просвещенец Атанасиос Псалидас пише в своята „География“ (1818 - 1822), че Катрандза е населявана от „турци и българи, които са най-невежи“.
Александър Синве („Les Grecs de l’Empire Ottoman. Etude Statistique et Ethnographique“), който се основава на гръцки данни, в 1878 година пише, че в Катаница (Katanitza), Мъгленска епархия, живеят 1680 гърци. В „Етнография на вилаетите Адрианопол, Монастир и Салоника“, издадена в Константинопол в 1878 година и отразяваща статистиката на населението от 1873 година, Катраница (Catanitza) е посочено като селище в каза Водина с 500 домакинства, като жителите му са 1930 българи и 520 помаци.
В 1893 година Атанас Шопов посещава Кайлярско и определя Катраница като българско село. Според статистиката на Васил Кънчов („Македония. Етнография и статистика“) към 1900 година в Катраница живеят 940 българи и 1100 турци.
На Етнографската карта на Битолския вилает на Картографския институт в София от 1901 година Катраница е смесено село българи, гърци, власи и турци в Кайлярската каза на Серфидженския санджак с 310 къщи.
Според статистика на Серфидженския санджак на гръцкото консулство в Еласона от 1904 година в Катранца (Κατράντσα), Кайлярска каза, живеят 1350 гърци славофони и 200 турци.
По данни на секретаря на Българската екзархия Димитър Мишев („La Macédoine et sa Population Chrétienne“) в 1905 година в селото живеят 1600 българи патриаршисти.

### В Гърция
През 1912 година по време на Балканската война в селото влизат гръцки части и след Междусъюзническата война в 1913 Катраница попада в Гърция. Боривое Милоевич пише в 1921 година („Южна Македония“), че Катраница има 250 къщи славяни християни и 250 къщи турци. През 20-те години жителите му турци се изселват по силата на Лозанския мир и на тяхно място са заселени гърци бежанци от Цариград, Трапезунд и Севастия. В 1928 година селото е смесено българо-бежанско и има 139 бежански семейства с 510 души. В същата 1928 селото е прекръстено на Пирги, в превод кули, заради осмислянето на името му от гръцки като Кастраниса (Καστράνισσα), от кастро, замък. Според Тодор Симовски жителите на селото са наполовина потомци на местни жители и наполовина потомци на бежанци.
Селото пострадва силно от германските окупационни войски по време на Втората световна война. На 24 април 1944 година германски части заедно с гръцки колаборационистки милиции на полковник Георгиос Пулос отново запалват Катраница и убиват 318 от жителите му, като повечето са изгорени живи в църквата „Свети Димитър“.
След края на войната 120 души от Катраница са арестувани за участие в българската паравоенна организация Охрана, а 750 са преследвани от властите.
Традиционно населението се занимава с отглеждане на жито и със скотовъдство.
| Име            | Име           | Ново име  | Ново име   | Описание                                                        |
| -------------- | ------------- | --------- | ---------- | --------------------------------------------------------------- |
| Лум            | Λούμ Λόφος    | Скопос    | Σκοπός     | връх на ЮЗ от Катраница (916,1 m)                               |
| Пиргалти       | Πύργαλτι      | Пиргос    | Πύργος     | връх в Каракамен на ЮИ от Катраница (903 m)                     |
| Мучара         | Μουτσάρα      | Вурла     | Βούρλα     | местност в Каракамен на ЮИ от Катраница                         |
| Кестене Оваси  | Κεστενε Όβασί | Кастания  | Καστανιά   | местност на Ю от Катраница                                      |
| Гуласка        | Γκουλάσκα     | Космадес  | Κοσμάδες   | връх на ЮЗ от Катраница                                         |
| Прижила        | Πριζιλα       | Алони     | Άλώνι      | местност на З от Катраница                                      |
| Рудина         | Ρούντινα      | Омали     | Όμαλή      | връх на СЗ от Катраница (704 m)                                 |
| Кьоселер Оваси | Κισελερ Όβασί | Перасма   | Πέρασμα    | местност на ЮЗ от Катраница и на СИ от Кьоселер                 |
| Стримнитка     | Στρίμνιτκα    | Мандри    | Μανδρί     | река на И от Катраница, ляв приток на Град                      |
| Елища          | Έλίστα        | Кинотафио | Κοινοτάφιο | връх в Каракамен на И от Катраница (1478 m)                     |
| Търбожина      | Τέρποζίνα     | Лекани    | Λεκάνη     | местност в Каракамен на СИ от Катраница                         |
| Град           | Γκράτ         | Кастро    | Κάστρο     | останки от средновековна крепост в Каракамен на СИ от Катраница |
| Курбан         | Κούρμπαν      | Тригоно   | Τρίγωνο    | връх в Каракамен на И от Катраница (835 m)                      |
| Лабар чука     | Λάμπαρ Τσούκα | Каминия   | Καμίνια    | възвишение на С от Катраница                                    |
| Пещерица       | Πανταρνιτσα   | Калива    | Καλύβα     | връх на СЗ от Катраница (706 m)                                 |

| Година    | 1913 | 1920 | 1928 | 1940 | 1951 | 1961 | 1971 | 1981 | 1991 | 2001 | 2011 | 2021 |
| --------- | ---- | ---- | ---- | ---- | ---- | ---- | ---- | ---- | ---- | ---- | ---- | ---- |
| Население | 2094 | 2180 | 1490 | 1882 | 978  | 1080 | 847  | 817  | 855  | 886  | 768  | 745  |

## Личности
Родени в Катраница
- Атанас Караматов, сръбски австрийски търговец
- Вангел Чарка (1917 – 1948), гръцки комунист, роден в бедно семейство, в 1942 година става член на КПГ и в същата година влиза в ЕЛАС, след Споразумението от Варкиза е преследван и става нелегален, загива като войник на ДАГ при Коница заедно със съселянина си Жоро Нонда[23]
- Георги Самара (1915 – 1947), гръцки комунист, роден в бедно семейство, учи два гимназиални класа, но не успява да продължи поради липса на пари, член на КПГ от 1942 година, войник на ЕЛАС, след Споразумението от Варкиза е преследван и става нелегален, един от първите, които се присъединяват към ДАГ, загива през май 1947 година при Люмница[24]
- Димитри Николуш Хаджиташков (? – 30 март 1942), арестуван и умрял в затвора в Ливадия, тъй като синът му е деец на ЕЛАС, участник в нападението над кмета на Кърмища през октомври 1941 година[25]
- Димитрие Караматов (около 1734 – 1789), сръбски австрийски търговец
- Димитър Сугарев (1778 – 1822), гръцки революционер
- Мени Стамбули (? – 1944), гръцки комунист, деец на ЕПОН, убит от германците; загиват и сестра му и братята му[26]
- Петър Ичко (около 1775 – 1808), османски и сръбски дипломат от български произход
- Лазар Панча (? – 24 март 1831), белградски търговец от български произход и ктитор на градската катерала „Свети Марко“
- Филипос Капетанопулос (? – 1904), гръцки революционер
- Христос Манос (1737 – ?), гръцки търговец

Свързани с Катраница
- Григор Нушев (1876 – 1965), български и сръбски просветен деец, по произход от Катраница